# Mathieu Richard Auguste Henrion
Pour les articles homonymes, voir Henrion.
Le baron Mathieu Richard Auguste Henrion (1805-1862) est un juriste et historien du droit français. Il fut magistrat à Paris et Conseiller à la Cour d'Aix-en-Provence.

## Biographie
Mathieu Richard Auguste Henrion naît à Metz, en Moselle, le 19 juin 1805. Après des études de droit, Henrion devient magistrat. Il est fait baron le 20 octobre 1838, alors qu'il est avocat à la Cour d’appel de Paris.
Il est l'auteur de nombreux ouvrages sur l'Histoire, en particulier l'Histoire ecclésiastique et l'Histoire littéraire. Il est particulièrement connu pour son Cours complet d’histoire ecclésiastique, continué après sa mort par M. l’abbé Vervost et édité par l’abbé Migne jusqu’en 1879 ; le premier volume en a été publié en 1852, sur vingt-cinq prévus au départ et un de plus finalement.
Le baron Mathieu Richard Auguste Henrion décéda à Aix-en-Provence en septembre 1862.
Hommage posthume de sa ville natale, une rue de Metz fut baptisée en son honneur.

## Publications
(liste non exhaustive)
- Histoire littéraire de la France au moyen âge, Périsse frères, 1837
- Histoire littéraire de la France, contenant les six périodes antérieures à Louis XI, avec un coup d'œil sur la septième, et précédée d'une introduction, J.-J. Blaise, 1827
- Code ecclésiastique français, d'après les lois ecclésiastiques de d'Héricourt, J.-J. Blaise aîné, 1829
- Annuaire biographique, ou Supplément annuel et continuation de toutes les biographies ou dictionnaires historiques, Années 1830-1834, P. Méquignon, 1834
- Le Capitaine Robert, ou le Père de famille ramené à la religion par les exemples domestiques, bureau du "Moniteur des villes et des campagnes", 1833
- Émile, ou Folie, crime et malheur de l'incrédule, Librairie religieuse, 1834
- Histoire de France depuis l'établissement des Franks dans la Gaule jusqu'à nos jours, Gaume frères, 1850
- Manuel de droit ecclésiastique, code du clergé, bureau du "Moniteur des villes et des campagnes", 1835
- Pierre le Marin, ou Exposition et démonstration des vérités de la foi, suivi d'un Précis de la doctrine chrétienne et des motifs de notre croyance, Librairie religieuse, 1834
- Vie de M. Frayssinous, évêque d'Hermopolis, Le Clère, 1844
- Histoire de la papauté, Société des bons, 1832
- Histoire des ordres religieux, Meyer, 1835
- Histoire ecclésiastique... depuis la création jusqu'au Pontificat de Pie IX, 1852-1879
- Notice sur la vie de M. Frayssinous, évêque d'Hermopolis, A. Le Clère, 1842
- Code ecclésiastique français, d'après les lois ecclésiastiques de d'Héricourt, J.-J. Blaise aîné, 1828
- Vie et travaux apostoliques de monseigneur Hyacinthe-Louis de Quelen, archevêque de Paris, L.-G. Michaud, A. Le Clère, 1840
- Traité des rentes foncières, suivant l'ordre de Pothier et d'après les principes de la législation nouvelle, J.-J. Blaise aîné.
- Histoire littéraire de la France, contenant les six périodes antérieures à Louis XI, avec un coup d'œil sur la septième, et précédée d'une introduction, J.-J. Blaise, 1827
- Annuaire biographique, ou Supplément annuel et continuation de toutes les biographies ou dictionnaires historiques, Années 1830-1834, P. Méquignon, 1834
- Le Capitaine Robert, ou le Père de famille ramené à la religion par les exemples domestiques, bureau du "Moniteur des villes et des campagnes", 1833
- Emile, ou Folie, crime et malheur de l'incrédule, bureau du "Moniteur des villes et des campagnes", 1833
- Vie et travaux apostoliques de monseigneur Hyacinthe-Louis de Quelen, archevêque de Paris, L.-G. Michaud, A. Le Clère, 1840
- Vie du révérend père Loriquet de la Compagnie de Jésus : écrite d'après sa correspondance et ses ouvrages inédits, Poussielgue-Rusand, 1845

- Révision et complément à l’Histoire générale de l’Église par Bérault-Bercastel, Paris, 1835 et Gaume frères, 1843-1844

## Sources
- Notices d'autorité :   - VIAF
  - ISNI
  - BnF (données)
  - IdRef
  - LCCN
  - GND
  - Italie
  - Espagne
  - Belgique
  - Pays-Bas
  - Pologne
  - Israël
  - NUKAT
  - Vatican
  - Portugal
  - Grèce
  - WorldCat

1. 1 2 3 4  notice biographique sur catalogue.bnf.fr.
2. ↑  Albert Révérent et Jean Tulard, Titres et confirmations de titres : Monarchie de Juillet, 2e République, 2e Empire, 3e République, 1830-1908, H. Champion, 1974, 669 p., p. 70.
3. ↑  Revue des questions historiques, vol. 4, édité par la librairie de Victor Palmé, 1868, 722 p. [lire en ligne], p. 579–585 (lien consulté le 9 janvier 2011).
4. ↑  André Mandouze, Migne et le renouveau des études patristique, Paris, éditions Beauchesne, 1985, 443 p. (ISBN 2-7010-1050-0 et 9782701010502, lire en ligne), p. 209 (lien consulté le 9 janvier 2011).